# گمینا خومژا
گمینا خومژا (به لهستانی:  Gmina Chełmża) یک گمینا در لهستان است که در شهرستان تورونی واقع شده‌است. گمینا خومژا ۱۷۸٫۷۲ کیلومتر مربع مساحت و ۹٬۴۴۷ نفر جمعیت دارد.